# Blindgangers
Blindgangers is een Nederlandse dramafilm uit 1977 van Ate de Jong. De film heeft als internationale titel Blind Spot.

## Verhaal
Het koppel Danielle en Mark besluit na een aantal maanden van hun relatie samen te gaan wonen. Dit gaat een aantal jaren goed, maar Mark doet dan een uitspraak dat hij niet gelooft in relaties die stand houden of liever gezegd vaste relaties. Net nu Danielle in verwachting is besluit Mark te vertrekken. Hij stort zich op partnerruil en krijgt wat met een andere vrouw. Dan ontstaat er een periode van een aan-en-uit-relatie tussen Mark en Danielle. Uiteindelijk besluit Danielle de trein naar Joegoslavië te pakken om vervolgens Mark nooit meer te zien.

## Rolverdeling
| Acteur         | Personage         |
| -------------- | ----------------- |
| Ansje Beentjes | Danielle Sandberg |
| Derek de Lint  | Mark              |